# Don Pelmazo
Don Pelmazo Bla, bla, bla ... i las mil latas que da, o simplement Don Pelmazo, és una sèrie d'historietes creada per Joan Rafart i Roldán, àlies Raf, per als setmanaris "Pulgarcito" i "Ven y Ven" el 1959.

## Trajectòria editorial
Es va publicar en dues etapes diferents de la carrera de l'autor. La representació gràfica del personatge va patir una evolució molt notable des de la seva primera aparició el 1959 fins que va passar a ser el protagonista de portades de DDT a finals dels anys seixanta i principis dels setanta. Al seu llibre Raf. Un artista en la fábrica, de fet, Jordi Canyissà afirma d'aquesta primera etapa: «Don Pelmazo és potser la creació gràfica més brillant de Raf en el seu primer pas per Bruguera. El dibuix angulós i executat amb nervi anuncia el millor Raf del futur.» I és que Raf va abandonar Bruguera precisament el 1959, poc després de crear Don Pelmazo, fet qual la seva estilitzada figura no va tornar a les vinyetes fins al 1968, quan feia dos anys que l'historietista català tornava a publicar en les revistes d'aquest segell.
Bruguera va llançar en 1971 un àlbum recopilatori d'historietes del personatge: 
- Don Pelmazo: Rollos a porrillo (Olé!, núm. 42).[3]

La sèrie es publicava llavors a "El DDT", "Super DDT" (1973), "Mortadelo Gigante" (1974) i "Mortadelo Especial" (1976), entre d'altres.
En 1985 va aparèixer també a la revista "Superlópez", de breu vida.

## Argument i personatges
Don Pelmazo és espigat, calb i va vestit amb una gran gavardina i bufanda; la barba de les seves primeres historietes va acabar convertida en un simple bigoti. Li agrada donar consells als vianants, normalment amb pèssims resultats. En el seu caràcter i manera d'actuar, és per això molt semblant a Don Cloroform (1951) de Nadal i Don Polillo (1969) de Manuel Vázquez (1969), però de fet està inspirat en un familiar de l'autor.